# Kanały wodne we Wrocławiu
Kanały wodne we Wrocławiu, wraz z rzekami przepływającymi przez miasto, stanowią jeden z większych w Polsce węzłów wodnych. Ich powstanie związane jest z szeregiem inwestycji hydrotechnicznych prowadzonych we Wrocławiu od najwcześniejszych lat istnienia osadnictwa na terenie obecnego miasta. Największe kanały wodne związane są z przebudową systemu wodnego największej z wrocławskich rzek - Odry, zarówno na potrzeby żeglugi jak i ochrony przeciwpowodziowej. Na obszarze miasta znajdują się również inne, mniejsze kanały, o charakterze zarówno przeciwpowodziowym jak i melioracyjnym i innym, związane z mniejszymi rzekami i ciekami wodnymi. Część z nich oprócz funkcji wyżej wymienionych, to kanały powstałe także dla potrzeb doprowadzenia wodny dla młynów wodnych i małych elektrowni wodnych lub zaopatrzenia albo odprowadzenia wód z innych zakładów i urządzeń.

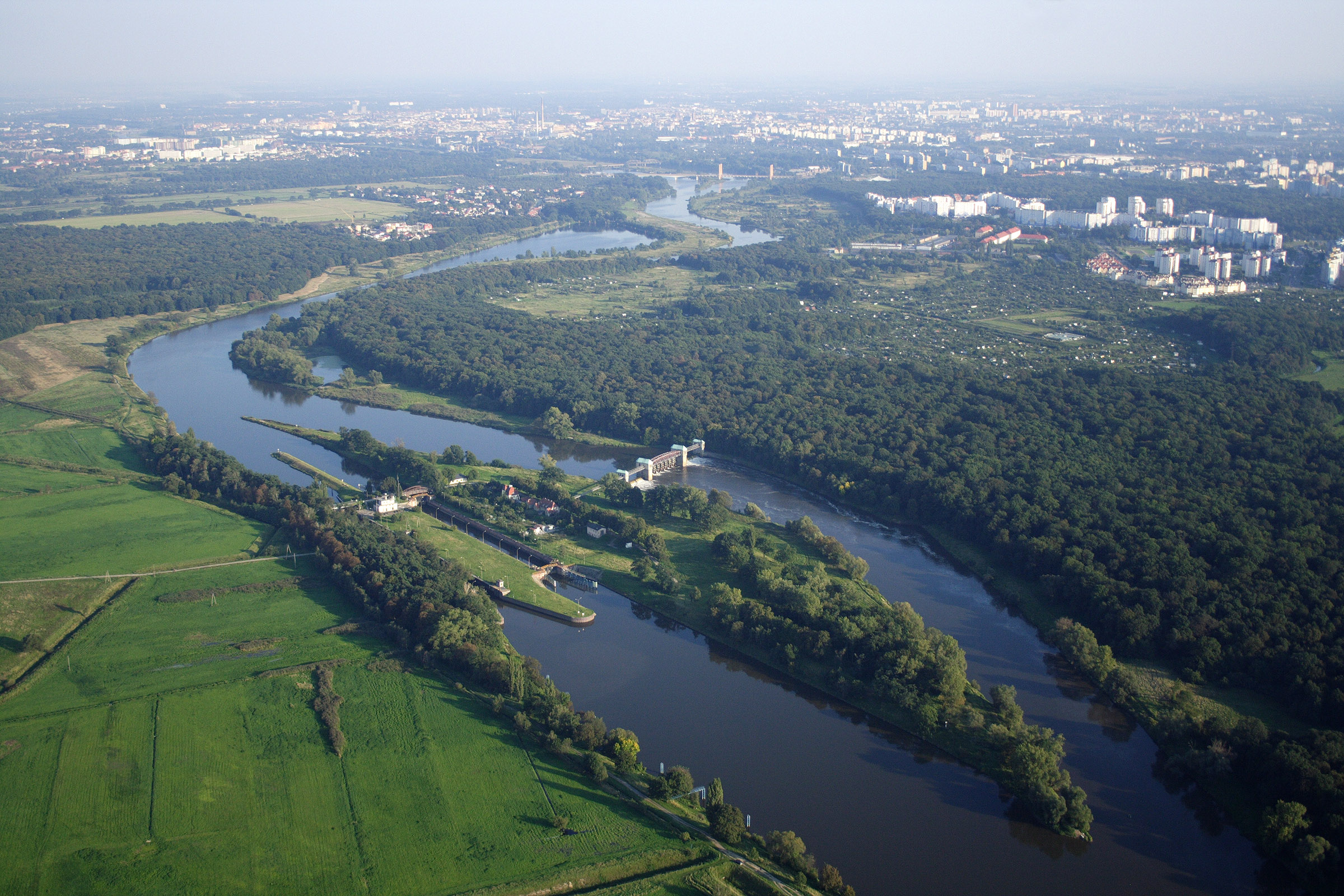
Przekop Rędzin

## Historia
Pierwsze prace związane z przeobrażeniem naturalnych cieków obszaru wrocławskiego węzła wodnego miały miejsce już w momencie początków osadnictwa na tym terenie. Rozwój miasta, możliwości technicznych i potrzeb kreował nowe inwestycje ukierunkowane na energetyczne i żeglugowe wykorzystanie rzeki. Również potrzeba ochrony przed powodziami stanowiła istotny czynnik podejmowania robót budowlanych w zakresie przebudowy systemu wodnego miasta. Pierwszą dużą inwestycją dotyczącą budowy kanału wodnego było wykonanie w latach 1494–1495 przekopu Sępolno–Szczytniki. Kolejny kanał Odry wykonano w latach 1530–1533. Był to tzw. przekop Opatowice, Bartoszowice–Szczytniki. Efekty kolejnych inwestycji obejmujących budowę kanałów wodnych we Wrocławiu istnieją i są eksploatowane do dziś. Są to dwie wielkie przebudowy systemu żeglugi i ochrony przeciwpowodziowej miasta. Pierwsza z nich przeprowadzona była w latach 1892–1897. Obejmowała oba budowę tzw. Drogi Wielkiej Żeglugi, obejmowała Starą Odrę i Kanał Miejski. Następnie w latach 1913–1917 wybudowano tzw. Główną Drogę Wodną, umożliwiającą nie tylko prowadzenie żeglugi na znacznie większą skalę niż dotychczas z pominięciem centrum miasta, a także przeprowadzenie części wód wezbraniowych. W ramach tej inwestycji wybudowano nowe kanały: Kanał Powodziowy, Kanał Żeglugowy, Kanał Różanka, Przekop Rędzin i Kanał Opatowicki. Z budową wyżej wymienionych kanałów wiązała się konieczność budowy nowych stopni wodnych obejmujących na kanałach żeglugowych śluzy komorowe, a na pozostałych, lub w równolegle przebiegających korytach rzek, jazów piętrzących. 

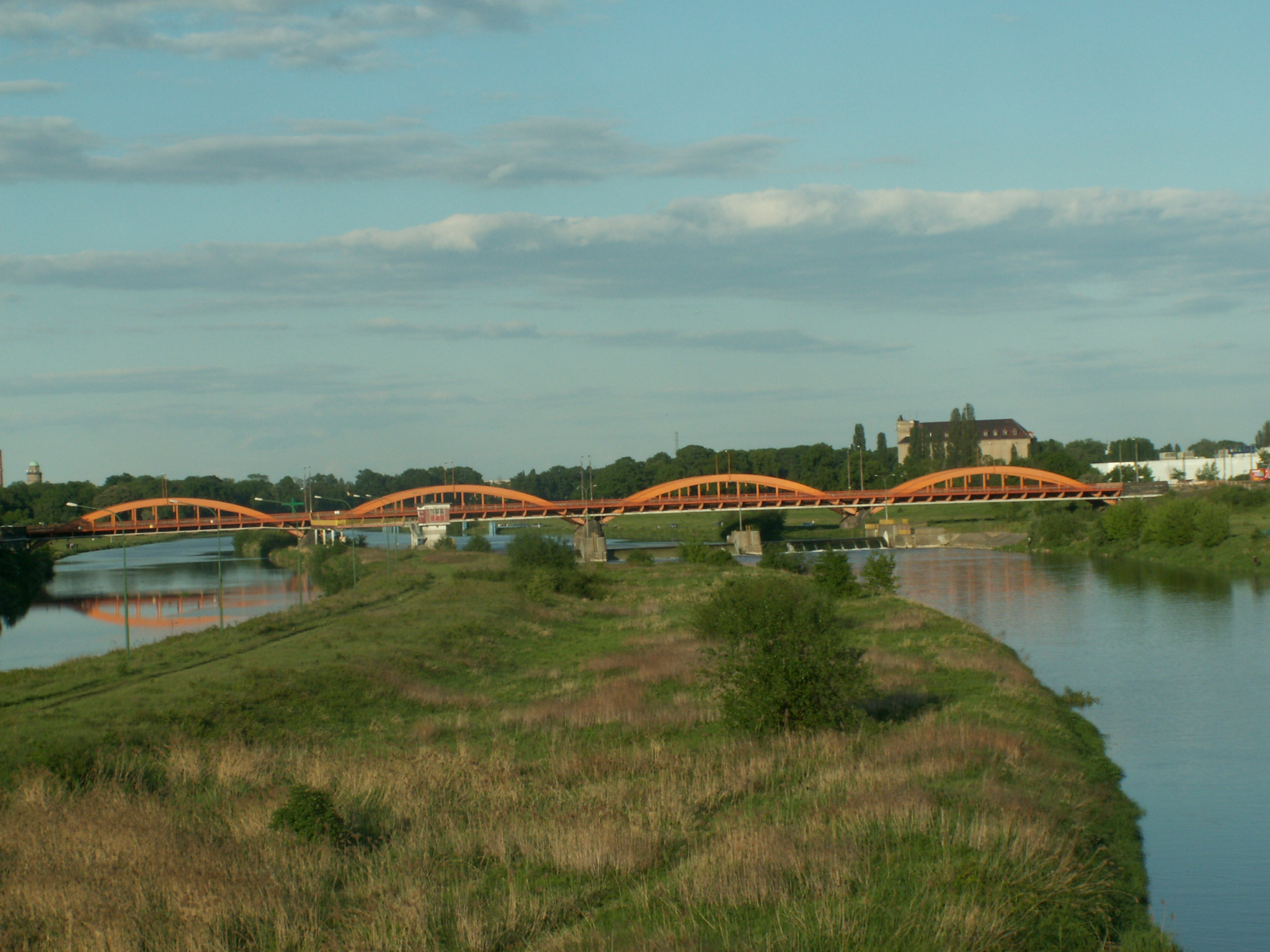
Kanał Różanka (po lewej)
Stara Odra (po prawej)

## Współczesne kanały Odry
Kanały wodne wybudowane w ramach regulacji Odry można podzielić na:
- kanały wodne związane z żeglugą,
- kanały wodne związane z ochroną przeciwpowodziową – kanały przeciwpowodziowe,
- inne, odgrywające w systemie wrocławskiego węzła wodnego wielorakie funkcje.

Powyższy podział nie ogranicza ewentualnego wykorzystania akwenów poszczególnych kanałów innego niż podstawowe, jednak pierwotne przeznaczenie danego kanału i wybudowane na kanale budowle hydrotechniczne związane z tym konkretnym przeznaczeniem, ograniczają możliwość wykorzystania danego kanału tylko do pewnych zadań dodatkowych w ograniczonym zakresie. Przykładowo Kanał Powodziowy został wybudowany w celu przeprowadzenie wód wzebraniowych poza centrum miasta; na kanale zlokalizowano dwa jazy uniemożliwiające żeglugę. Lecz kanał ten wykorzystywano nie tylko do przeprowadzenia wód powodziowych zgodnie z jego podstawowym zadaniem, lecz także do innych celów, np. do zasilania w wodę pobliskich kąpielisk, prowadzenia sportów wodnych na małych jednostkach pływających – kajakach, łódkach, niewielkich żaglówkach, wędkarstwa, a nawet jako kąpielisko.
| nazwa                        | podstawowa funkcja   | początek              | koniec                | długość km | obiekty                                  | lata budowy |
| ---------------------------- | -------------------- | --------------------- | --------------------- | ---------- | ---------------------------------------- | ----------- |
| Stara Odra                   | żeglugowy powodziowy | Górna Odra Wrocławska | Dolna Odra Wrocławska |            | Jaz Szczytniki Jaz Psie Pole Jaz Różanka | 1892-1897   |
| Przekop Szczytnicki          | żeglugowy            | Górna Odra Wrocławska | Stara Odra            |            | Śluza Szczytniki                         | 1892-1897   |
| Kanał Miejski                | żeglugowy            | Stara Odra            | Stara Odra            |            | Brama Przeciwpowodziowa Śluza Miejska    | 1892-1897   |
| Kanał Żeglugowy              | żeglugowy            | Górna Odra Wrocławska | Stara Odra            |            | Śluza Bartoszowice Śluza Zacisze         | 1913-1917   |
| Kanał Powodziowy             | powodziowy (ulgi)    | Górna Odra Wrocławska | Stara Odra            | 6,29       | Jaz Bartoszowice Jaz Zacisze             | 1913-1917   |
| Kanał Różanka                | żeglugowy            | Stara Odra            | Stara Odra            |            | Śluza Różanka                            | 1913-1917   |
| Kanał Opatowicki             | żeglugowy            | Górna Odra Wrocławska | Górna Odra Wrocławska |            | Śluza Opatowice                          | 1913-1917   |
| Przekop Rędzin               | żeglugowy            | Dolna Odra Wrocławska | Dolna Odra Wrocławska |            | Śluzy Rędzin                             | 1913-1942   |
| Przekop Śluzy Piaskowej      | żeglugowy            | Odra Południowa       | Odra Południowa       |            | Śluza Piaskowa                           | 1792        |
| Przekop Śluzy Mieszczańskiej | żeglugowy            | Odra Południowa       | Odra Południowa       |            | Śluza Mieszczańska                       | 1792–1794   |
| Kanał Odpływowy              | powodziowy (ulgi)    | Górna Odra Wrocławska | Widawa                | 2,5        | Śluza wałowa                             |             |
| Fosa miejska                 | obronny              | Górna Odra Wrocławska | Odra Południowa       |            |                                          |             |

## Inne wykorzystanie kanałów Odry
Kanały Odry oprócz swej podstawowej funkcji zostały także przystosowane do ich wykorzystania na inne cele. Dwa duże kanały żeglugowe posiadają zabezpieczenia przeciwpowodziowe, umożliwiające odcięcie wód wezbraniowych. Mogą zatem stanowić schronienie dla jednostek pływających. Obecnie we Wrocławiu dopuszczalny jest taki postój, w okresie zamknięcia ruchu żeglugowego podczas nawigacyjnej przerwy zimowej, oraz w okresie czasowego wstrzymania ruchu żeglugowego spowodowanego wystąpieniem wezbrań, między innymi na Kanale Żeglugowym. Kanałami posiadającymi zabezpieczenia przed wodami wezbraniowymi we Wrocławiu są:
- Kanał Miejski – zabezpieczony od strony wody górnej Bramą Przeciwpowodziową, a od strony wody dolnej dodatkowymi wrotami przeciwpowodziowymi umieszczonymi w głowie dolnej Śluzy Miejskiej
- Kanał Żeglugowy – zabezpieczony od strony wody górnej dodatkowymi wrotami przeciwpowodziowymi umieszczonymi w głowie górnej Śluzy Bartoszowice i odpowiednio od strony wodny dolnej, w głowie dolnej Śluzy Zacisze.

Przy kanałach budowano również liczne nabrzeża i przeładownie:
- dla Starej Odry i Kanału Miejskiego są to między innymi: Nabrzeże Browaru Piastowskiego, Nabrzeże przeładunkowe zboża, Przeładownia Elektrociepłowni Wrocław
- dla Kanału Żeglugowego są to między innymi: Nabrzeże zakładów chemicznych, Port Przeładunkowy Paliw Płynnych, Przeładownia przy ulicy Betonowej, Wojskowy port przeładunkowy paliw płynnych.

## Inne kanały
Również w ramach regulacji innych, mniejszych rzek i cieków, oraz w ramach melioracji, powstało wiele kanałów wodnych o mniejszym, lub całkowicie lokalnym znaczeniu we wrocławskim węźle wodnym. Część z nich posiada swoje nazwy własne. Do takich kanałów należą między innymi: Kanał Kłokoczycki, Kanał Graniczny, czy Trzciana odprowadzająca wody z pól irygacyjnych i inne.

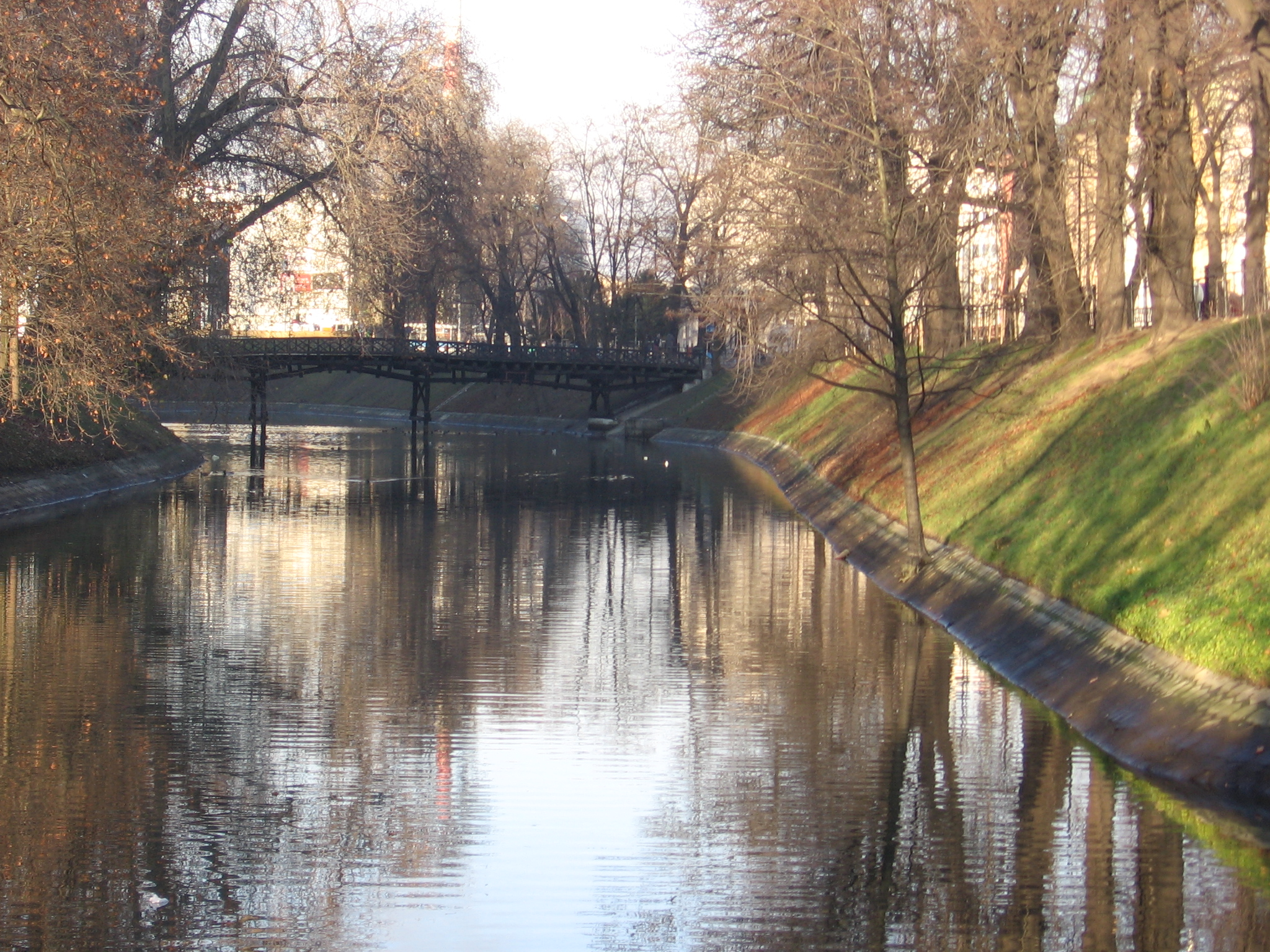
Fosa Miejska